# 1952 au Yukon
Chronologie du Yukon
- 1948
- 1949
- 1950
- 1951
- 1952
- 1953
- 1954
- 1955
- 1956

Cette page concerne des événements d'actualité qui se sont produits durant l'année 1952 dans le territoire canadien du Yukon.

## Politique
- Commissaire : Frederick Fraser (en) (jusqu'au 15 octobre) puis Wilfred George Brown (en)
- Législature : 15e puis 16e

## Événements
- La circonscription fédérale du Yukon—Mackenzie River sera redistribuée de la partie du territoire de renommé la circonscription du Yukon et que le reste devient la propre circonscription des Territoires du Nord-Ouest Mackenzie-River pour la prochaine élection fédérale.
- 20 août : Vingtième élection générale yukonnaise (en).

## Naissances
- 16 janvier : Esau Schafer (en), député territoriale de Vuntut Gwitchin (1996).
- 25 mai : Alan Nordling (en), député territoriale de Whitehorse-Porter-Creek-Ouest (1985-1992) et Porter Creek Sud (1992-1996) et 3e président de l'Assemblée législative du Yukon.
- 26 août : Bryon Baltimore (en), joueur de hockey sur glace.